# Callionymus corallinus
 Callionymus corallinus és una espècie de peix de la família dels cal·lionímids i de l'ordre dels cipriniformes que es troba al Japó, Nova Caledònia, Tonga i Hawaii.